# 板倉賢司
板倉 賢司（いたくら けんじ、1965年8月25日 - ）は、東京都江東区生まれ、同調布市深大寺育ちの元プロ野球選手（内野手）。右投右打。

## 来歴・人物
東京都江東区で生まれたが、父親が息子を調布シニアに入れたい為に調布市へ家族で移住。調布リトル・シニア所属時の1学年上には中学校、高校を通じての先輩でもある荒木大輔や宮下昌己、同級には武田一浩や上福元勤、丹波健二らがいた。
調布市立神代中学校から1981年に早稲田実業高に入学。同年秋の新チームから1年生ながら名門早実の4番に座り、翌年の選抜高等学校野球大会出場権をかけた秋季東京都高校野球大会での優勝や秋の明治神宮野球大会ベスト4進出に大きく貢献、翌1982年春の第54回選抜高等学校野球大会に秋季東京都大会準優勝の二松學舍大附高とともに東京代表として選ばれ、板倉自身初となる甲子園大会への出場を果たした。大会では初戦の西京商業高（近畿・京都）を3-1、2回戦では好投手の川相昌弘を擁する岡山南高（中国・岡山）を3-0の完封で下し優勝への期待が高まるも、準々決勝で2年生エース三浦将明とスラッガー荒井幸雄、高井直継を擁する横浜商業高（関東・神奈川）に1-3で敗れ前年夏の甲子園に続いてのベスト8敗退となった。夏の甲子園では3本塁打を記録。
1983年のプロ野球ドラフト会議で横浜大洋ホエールズから3位指名を受け入団。長打不足の当時の大洋で大いに期待された。
1987年にイースタンリーグではベストナインに選ばれジュニアオールスターにも出場したが、一軍では5試合の出場に終わり、1989年限りで現役を引退。
引退後は、横浜球団に残りスコアラーに転身。

## エピソード
- 夏の甲子園の東海大甲府戦で、鋭いライナーに相手の三塁手が思わずジャンプした打球が、そのまま伸びてラッキーゾーンに飛び込むホームランになった。観客も理解して歓声を上げるのに時間が掛かるほどの思いがけない当たりで、マスコミでも「中西太2世」と話題になった。

## 詳細情報

### 年度別打撃成績
| 年 度     | 球 団     | 試 合 | 打 席 | 打 数 | 得 点 | 安 打 | 二 塁 打 | 三 塁 打 | 本 塁 打 | 塁 打 | 打 点 | 盗 塁 | 盗 塁 死 | 犠 打 | 犠 飛 | 四 球 | 敬 遠 | 死 球 | 三 振 | 併 殺 打 | 打 率 | 出 塁 率 | 長 打 率 | O P S |
| --------- | --------- | ----- | ----- | ----- | ----- | ----- | -------- | -------- | -------- | ----- | ----- | ----- | -------- | ----- | ----- | ----- | ----- | ----- | ----- | -------- | ----- | -------- | -------- | ----- |
| 1985      | 大洋      | 3     | 3     | 3     | 0     | 0     | 0        | 0        | 0        | 0     | 0     | 0     | 0        | 0     | 0     | 0     | 0     | 0     | 0     | 1        | .000  | .000     | .000     | .000  |
| 1987      | 大洋      | 2     | 2     | 2     | 0     | 0     | 0        | 0        | 0        | 0     | 0     | 0     | 0        | 0     | 0     | 0     | 0     | 0     | 2     | 0        | .000  | .000     | .000     | .000  |
| 通算：2年 | 通算：2年 | 5     | 5     | 5     | 0     | 0     | 0        | 0        | 0        | 0     | 0     | 0     | 0        | 0     | 0     | 0     | 0     | 0     | 2     | 1        | .000  | .000     | .000     | .000  |

### 記録
- 初出場：1985年9月21日 対中日ドラゴンズ20回戦（ナゴヤ球場）、前泊哲明の代打で出場
- 初先発出場：1985年9月25日 対広島東洋カープ24回戦（横浜スタジアム）、7番・一塁手で出場

### 背番号
- 53 （1984年 - 1989年）